# یوری برژان
یوری برژان (آلمانی: Jurij Brězan؛ ۹ ژوئن ۱۹۱۶ – ۱۲ مارس ۲۰۰۶) یک خبرنگار اهل آلمان بود.